# East Glacier Park Village
East Glacier Park Village – jednostka osadnicza w Stanach Zjednoczonych, w stanie Montana, w hrabstwie Glacier. Miejscowość leży na terenie rezerwatu Indian Czarnych Stóp i jego jedną z głównych osad.